# 羅特巴赫河 (利珀河支流)
51°45′35″N 8°40′36″E / 51.75972°N 8.67667°E

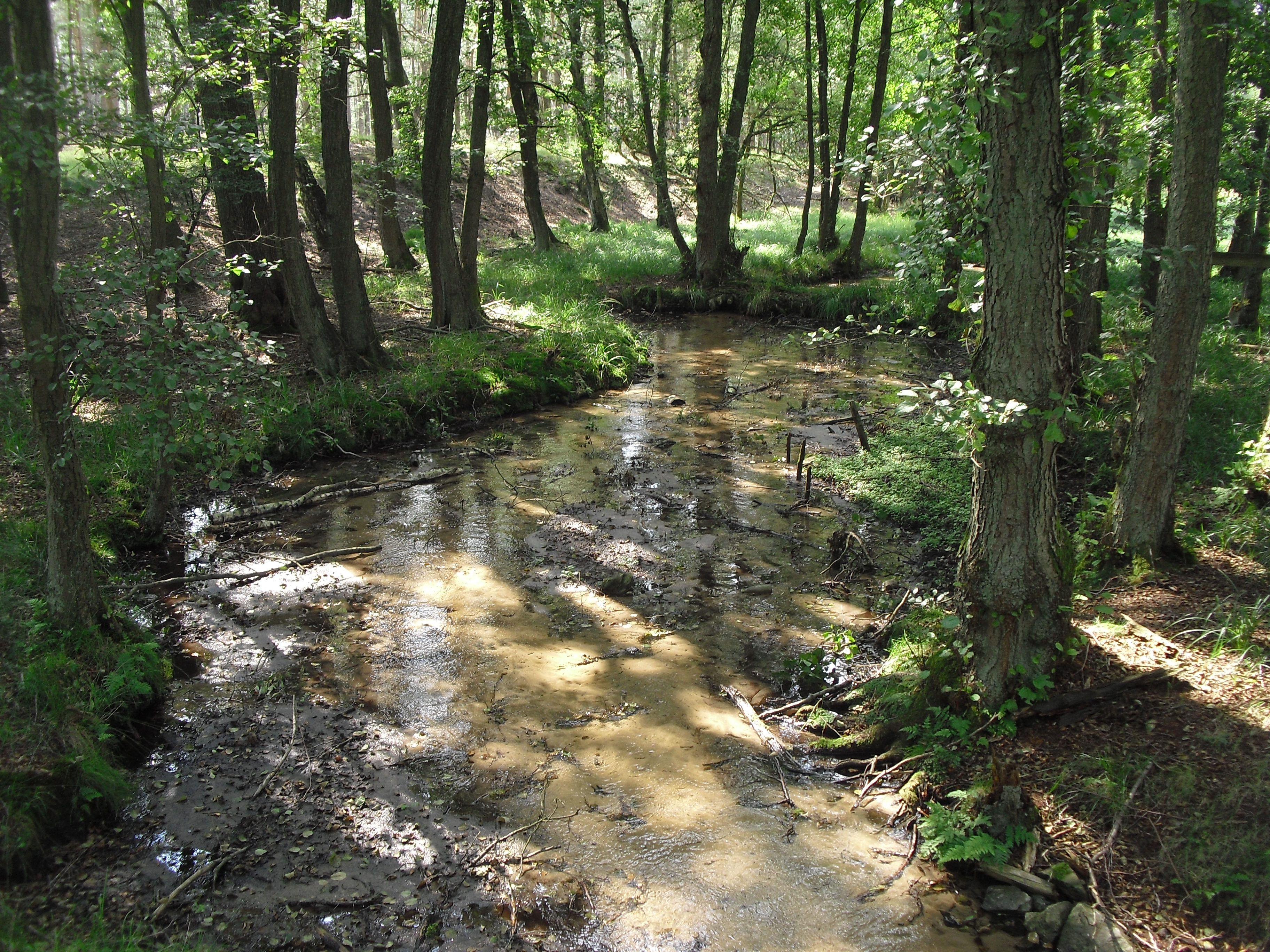

羅特巴赫河（德語：Roter Bach），是德國的河流，位於該國西部，流經北萊茵-威斯特法倫州，屬於利珀河的右支流，河道全長13.6公里，流域面積21.1平方公里。